# Фоли, Джессика
Джессика «Джесс» Мари Эллен Фоли (англ. Jessica "Jess" Mary Ellen Foley; род. 20 апреля 1983 года в Беге, штат Новый Южный Уэльс, Австралия) — австралийская профессиональная баскетболистка, которая выступала в женской национальной баскетбольной лиге. Была выбрана на драфте ВНБА 2006 года в третьем раунде под общим тридцать восьмым номером командой «Индиана Фивер», в которой не играла из-за травмы, а в 2008 году была продана в клуб «Коннектикут Сан», но так не провела в женской национальной баскетбольной ассоциации ни одной игры. Играла на позиции атакующего защитника и лёгкого форварда. Чемпионка женской НБЛ (2008).
В составе национальной сборной Австралии завоевала чемпионат Океании 2009 года в Австралии и Новой Зеландии, плюс принимала участие на чемпионате мира среди девушек до 19 лет 2001 года в Брно и молодёжном чемпионате мира 2003 года в Шибенике.

## Ранние годы
Джессика родилась 20 апреля 1983 года в городке Бега (штат Новый Южный Уэльс) в семье Джона и Кристин Фоли, у неё есть старшие два брата, Саймон и Бен, и сестра, Джулия.